# Zenana

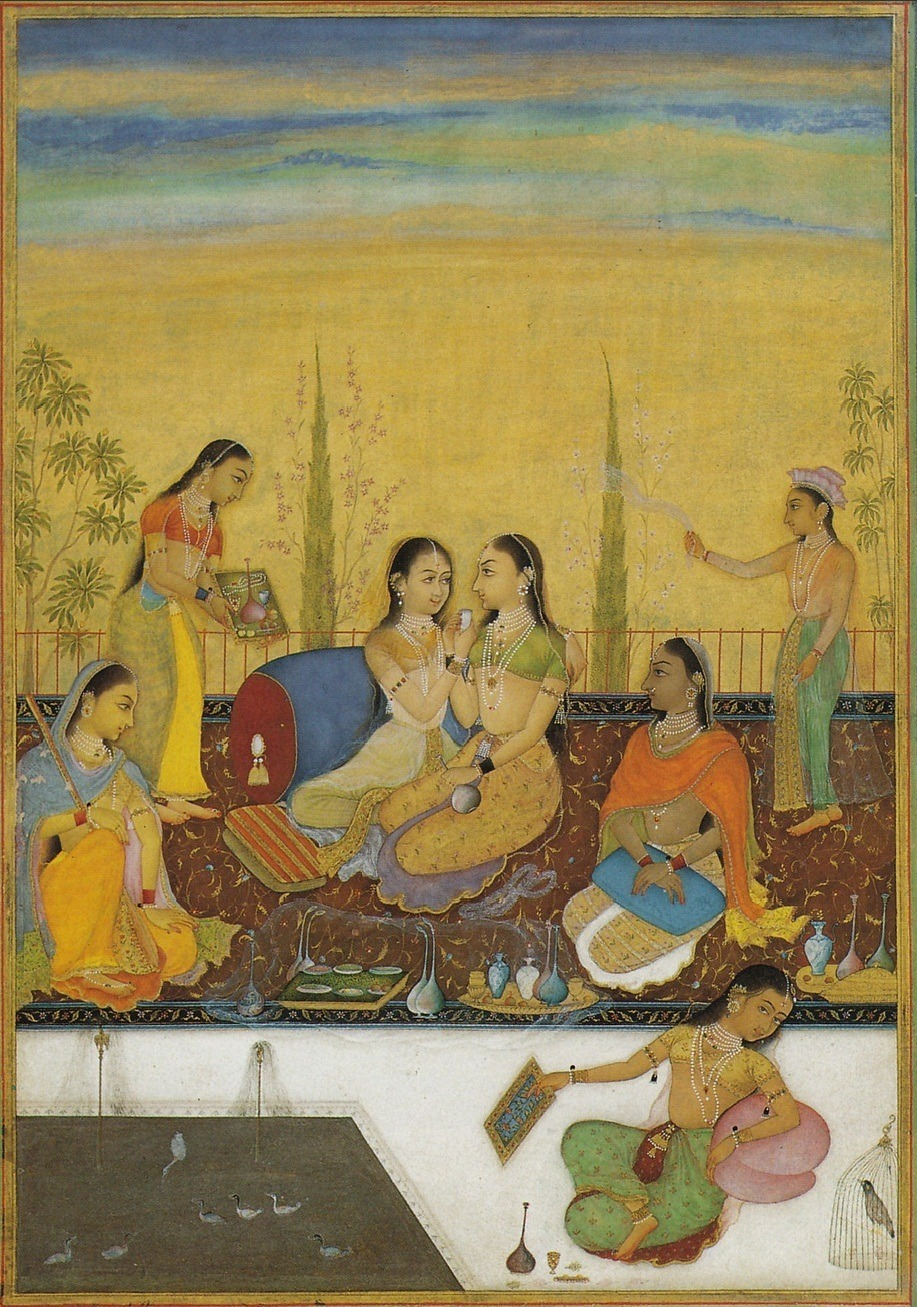
Kobiety z zenany na tarasie (autor: Ruknuddin)

Zenana (perski زنانه, Urdu: زنانہ) – w Indiach i Pakistanie w kulturze muzułmańskiej oddzielona, wewnętrzna część domostwa zarezerwowana dla kobiet z rodziny. Męska część domostwa nosi nazwę mardana. 
Współcześnie, zenany są obecne w domostwach praktykujących purdah; częściej na prowincji, rzadziej - w miastach. Zenana oddziela kobiety nie tylko od obcych mężczyzn, ale także od krewnych: wujostwa, kuzynów, braci oraz dorosłych synów. 
Fizyczna bariera, którą tworzy zenana, oddziela kobiety od mężczyzn także pod względem kulturowo-społecznym; aktywności i interakcje kobiet i mężczyzn są od siebie oddzielone. Interakcje rodzinne mogą ograniczać się do wspólnych posiłków spożywanych w mardanie. 
Ta wieloaspektowa bariera stała się także przedmiotem twórczości południowoazjatyckich muzułmanek w XX wieku. Na przykład, w powieści Attii Hosain pt. Sunlight on a Broken Column (1961) podwójna marginalizacja mieszkanek zenany jako kobiet i muzułmanek jest kontrastowana z siłą więzi opartej na homospołeczności i wspólnej przestrzeni.